# オートエイム
オートエイム (Auto aim) とは、主にオンラインゲームのFPSで自動照準を実現するソフトウェアあるいは機能。広義での改造またはチートと呼ばれるものとなり、制作者の意図しない動作をさせる行為を指す。略称としては「AA」が使用されることが多い。

## オートエイムツール
一昔前までは個人で作成したツールが交流サイトや電子掲示板で無料配布されていることが多かったが、最近ではゲーム提供元のチート対策が発達し、すぐに対策されてしまうことが多くなったため、チート開発者側は継続的なサポート・アップデートパッチの開発が必要となる。そのためサブスクリプション方式といった月額課金方式などの有料販売が増えている。

## 動作の原理
オートエイムには大きく分けて2種類あり、基本的にはいずれかの手法でオートエイムが実現されている。
1つは敵のキャラクターで判別し赤や緑で着色して色を検索し、画面の座標からマウスの移動量を計算するもの。画面内に存在する特定の色を探して、見つけたらマウス操作のエミュレートを行い自動で狙いを定めるという仕組みである。
もう1つはゲーム内のデータを参照し、チートツール側で敵を認識して狙いを定めるもの。ゲームの解析が前提になるが、頭の中心にぴったりとエイムを行うことができる。
最近のゲームではキャラクターの色や服装を変える機能が搭載されていることが多いため、主に後者の仕組みと思われる。

## エイムアシスト
エイムアシスト (Aim assist) とは、主にゲームパッドといったFPSで繊細な操作が困難なデバイスの補助を目的として、ゲーム開発者が実装している機能。ゲームごとに異なるが、下記のような機能をエイムアシストと呼ぶ。これらはチート行為であるオートエイムとは異なり、あくまで操作補助を目的としている。オートエイムと基本原理は同じだが、照準の吸い付きをチートよりも弱体化し、補助レベルに留めたもの。（例:チートが1.0ならば、エイムアシストは0.4～0.6など）
2010年代以降のFPSゲームは、PCと家庭用ゲーム機が同じサーバーで戦うクロスプレイに対応したタイトルも増え始めている。それに伴いエイムアシストの強弱によってデバイスによる有利不利が分かれて論争になる場合もある。
- 対象物の付近に照準を移動させると、ある程度自動的に照準を合わせる。
- 対象物の付近では、照準の移動速度を低下させて照準を合わせやすくする。
- 対象物に照準が合っている状態では、リコイル動作(射撃時の反動)が多少軽減される。

コンバーター
通常はゲームパッドでしか有効化されないエイムアシストを、マウス操作でも有効化させるハードウェアチートというのは誤りで、実際はゲームパッドをマウスで操作するだけのもの（チート#ハードウェアチートを参照）